# 徳川頼貞
徳川 頼貞（とくがわ よりさだ、旧字体：德川 賴貞、1892年〈明治25年〉8月16日 - 1954年〈昭和29年〉4月17日）は、日本の音楽学者、政治家、実業家、慈善家。江戸時代に現在の和歌山県を統治した紀州徳川家の第16代当主として華族に列し、爵位は侯爵。位階は正三位。勲等は勲二等。雅号は薈庭（わいてい）。音読みで「ライテイさん」とも呼ばれた。
日本への西洋音楽の紹介に努め、楽譜など約2万点のコレクションは「南葵（なんき）音楽文庫」として和歌山県立図書館に寄託されている。日本楽壇の進歩発展に尽力し、「音楽の殿様」とも称された。
太平洋戦争前は貴族院の、戦後は参議院の議員を務めた。

## 概要
母方の祖父徳川茂承は紀州藩主。母方の祖母徳川則子を通じて伏見宮邦家親王の曾孫に当たる。父方の祖父は田安徳川家第8代当主の徳川慶頼であり、徳川宗家第16代当主徳川家達は伯父に当たる。
戦前は貴族院議員として、戦後は参議院議員として、約30年間にわたって憲政に携わり、音楽を通じて築いた人脈を利用して主に外交において活躍した。ユネスコ国会議員連盟、フィリピン協会、全日本音楽協会の各会長、パリ国立高等音楽院名誉評議員などを歴任した。また、万国議員商事会議、列国議会同盟会議、万国音楽連盟、ユネスコ国際会議などには日本代表として出席している。
妻の為子は公爵島津忠重の妹。頼貞は島津家を通じて香淳皇后の義理の叔父に当たる。

## 生涯

### 生い立ち

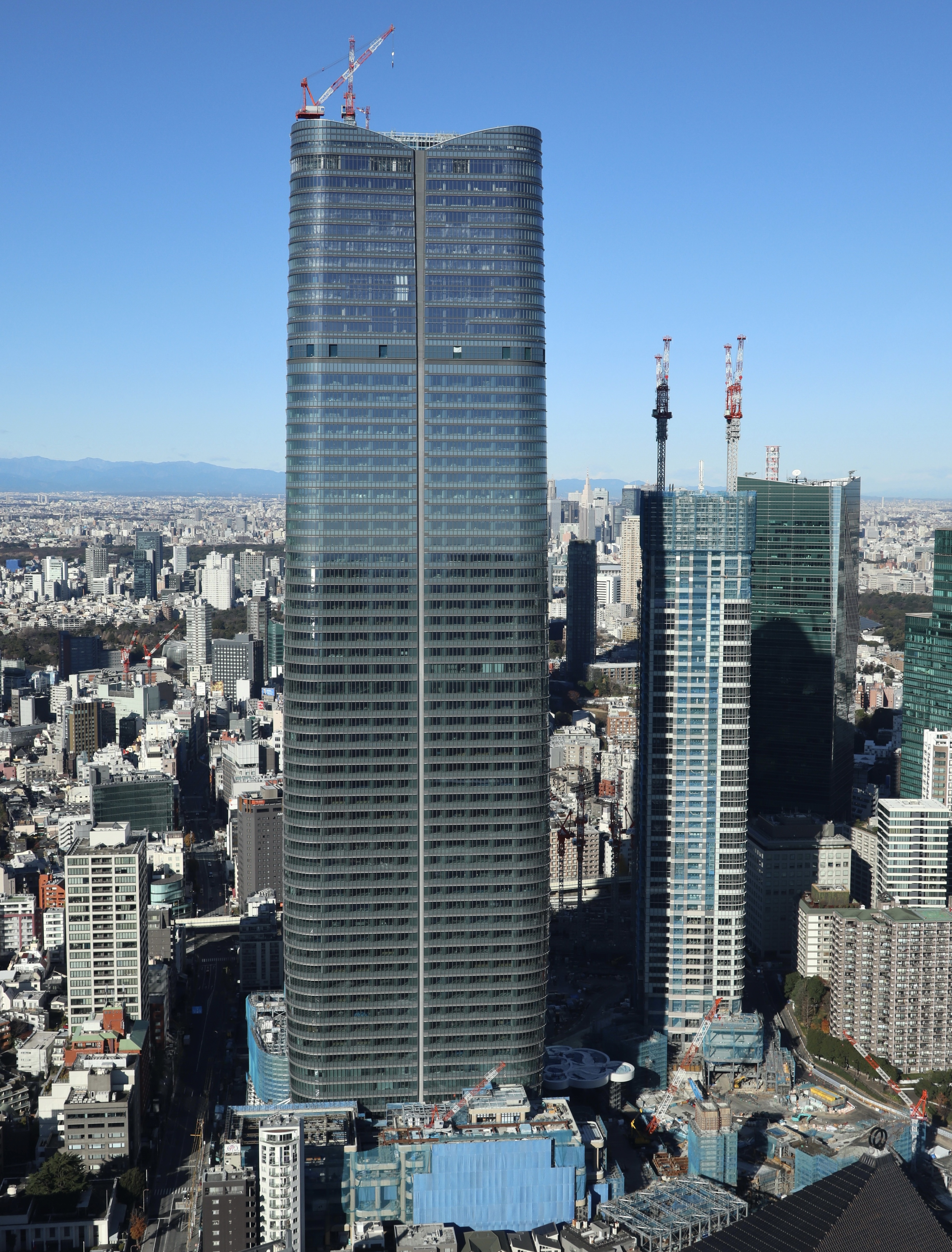
紀州徳川家本邸跡（現在は麻布台ヒルズ森JPタワーになっている）

1892年（明治25年）8月16日、紀州徳川家第15代当主徳川頼倫と久子の長男として東京府東京市麻布区飯倉町六丁目14番地（現在の東京都港区麻布台一丁目）の紀州徳川家本邸で生まれる。
学習院中等科時代から音楽に熱中。中学2年生の頃には寄宿先の中島力造に連れられてラファエル・フォン・ケーベルの家を訪れ、ケーベルからルートヴィヒ・ヴァン・ベートーヴェンのピアノソナタ第14番『月光』やリヒャルト・ワーグナーの『タンホイザー』序曲などの解説を受けた。この頃、東京音楽学校ピアノ科助教授本居長世に和声学と対位法を習っている。一方、学業に関しては数学の不出来のため、2年間上級に留年しているが、数学教師の尽力により1912年（明治45年）5月に中等科を卒業した。
学習院高等科に進学すると、母や家職の意向もあって弟の治と共に麻布我善坊町（現在の麻布台一丁目）の新邸に引っ越した。新たに監督者となったのは慶應義塾の玉井房之輔だったが、頼貞兄弟は玉井に反発して不平不満を挙げたため、同年7月27日には解雇されている。進学直後には神経衰弱と称して学校を休んだため、上田貞次郎に連れられて酒匂川や日光で転地療養したが、帰京後の9月初旬には再び神経衰弱を称して学校を休むようになってしまう。留年を憂慮した鎌田栄吉は父の頼倫に頼貞を退学させるよう進言し、父が10月9日に鎌田の進言を受け入れたため、頼貞は教育取締の上田の下で家庭教師を通じて学習することとなった。英語は戸川秋骨が、フランス語はフレデリック・ジャクレー（ポール・ジャクレーの父）が、論理学は川合貞一が担当した。

### 英国留学
1913年（大正2年）3月1日に弟の治が不慮の事故死を遂げ、頼貞は失意に暮れて塞ぎ込むようになった。しばらくして岸幹太郎によって外国留学が提唱されると、父は気分転換を促すために留学を勧めた。同年9月2日、ヨーロッパ留学に出発。付き人として指導役の上田や小泉信三らが随行した。ロシア帝国の帝都サンクトペテルブルク、ベルギーのオーステンデ、英国ドーバーを経て、同月下旬に英国首都ロンドンに到着。定宿は父の外遊時と同じケンジントンに定められた。
1914年（大正3年）2月頃、頼貞は上田にケンブリッジ大学にて音楽博士の学位取得を目指すことを直訴し、上田の理解を得てケンブリッジ大学音楽理論科に入学。在学中はエマニュエル・カレッジのエドワード・ネイラーにピアノと和声学を、ゴンヴィル・アンド・キーズ・カレッジのチャールズ・ウッドに対位法とフーガと通奏低音を、チャールズ・ヴィリアーズ・スタンフォードに作曲学を、シリル・ルーサムに管弦楽法と器楽編成法と楽式論と音楽解剖学（Anatomy of Music）を、エドワード・ジョゼフ・デントに音楽史を、トリニティ・カレッジのジョン・ウォルトン・キャップスティックに音響学を師事した。学位取得に関しては途中で挫折している。
1915年（大正4年）、新進建築家ブルメル・トーマスに会った頼貞は、トーマスが設計する音楽堂に感銘を受け、日本に本格的な音楽堂を設置することを志した。当時、父が南葵文庫に付属した講演堂を建設することを計画しており、これを好機として講演堂にも兼用し得る音楽堂の設置を父に打診して承諾を得た。また、名実共に理想的な音楽堂を建設するため、小泉と父の了承を得た上で、ネイラーを通じてリーズのアボット・スミス社に7万円のパイプオルガンを発注した。当時は第一次世界大戦中であり、オルガンの材料である錫が戦時禁制品に指定されたこともあり、アボット・スミス社は一時製作中止に追い込まれてしまっている。
英国と戦っていたドイツ帝国の飛行船によりロンドンも空襲にさらされるようになり、当時中立国だった米国を経由して帰国の途に就くこととなった。乗船した米国船籍のセント・ルイス号にはチェロ奏者のパブロ・カザルスが乗っており、ニューヨーク到着の前夜には音楽会が行われている。ニューヨーク到着後はボストンを経てサンフランシスコで東洋汽船の春洋丸に乗船し、同年12月7日に神奈川県横浜市に帰着した。

### 音楽の保護者として
帰国後は麻布区飯倉町の本邸を離れ、芝区白金三光町（現在の東京都港区白金）の新邸に入り、1916年（大正5年）7月25日に公爵島津忠重の妹為子と結婚した。飯倉町の本邸で挙行された結婚式には、旧藩関係者を代表して紀州徳川家からは鎌田栄吉夫妻と下村宏夫妻が、島津家からは松方正義夫妻と東郷平八郎夫妻が出席した。為子との結婚生活は仲睦まじいものであったという。
第一次世界大戦の影響でトーマスの設計図の到着は遅れていたが、1916年（大正5年）秋にようやく頼貞の手元に届いた。この設計図はケンブリッジ大学のキングス・カレッジの教会を参考にした造りにするという頼貞の理想に適っていたものの、日匹信亮は日本の気候風土に合わせた修正が必要だと助言したため、頼貞は近江八幡在住のウィリアム・メレル・ヴォーリズに設計図の修正を依頼した。
ヴォーリズの設計図が完成を見たのは1917年（大正6年）春のことである。頼貞は早速計画を実行に移し、同年3月24日には地鎮祭を行っている。建設工事は戸田組に発注し、翌1918年（大正7年）7月30日に音楽堂は竣工した。内装工事の完了後、吉日を選んで同年10月27日に南葵楽堂として開堂式が挙行された。来賓に宮内大臣波多野敬直や東京帝国大学総長山川健次郎、早稲田大学総長大隈重信らを招く盛大な式典であった。
南葵楽堂の地下室に設けられた南葵音楽文庫は1917年（大正6年）にロンドンで落札した「カミングス・コレクション」を母体とする貴重資料を多く含み、世界的にも屈指の音楽書や楽譜のコレクションとして知られた。1923年（大正12年）、関東大震災による南葵楽堂の閉鎖のため一時期活動を休止。1924年（大正13年）からは「南葵音楽図書館」として再開されたものの、1932年（昭和7年）には紀州徳川家の財政事情のために閉館となった。南葵音楽文庫の活動時期は短かったが、若き日の深井史郎や吉田隆子らが通って独学をするなど、戦前における西洋音楽のパトロンがとして頼貞の果たした役割は大きかった。1921年（大正10年）、ケンブリッジ大学音楽図書館などを経営。1923年（大正12年）、イタリアから3年ぶりで日本に帰国した当時無名の藤原義江のコンサートを計画・支援。
1919年（大正8年）初頭、宮内省式部職に採用願書を提出する意志を持っていたが、父の理解を得られなかったために就職の話は流れている。
待望のパイプオルガンは1920年（大正9年）に横浜港に到着したが、税関では建築材料と誤解されて高額な関税が掛けられそうになったため、頼貞は文部大臣勝田主計に教育品として無関税にするよう直談判している。頼貞の努力でパイプオルガンは無事に税関を通過したものの、当時の日本にこれを組み立てることができる技術者は存在しなかった。仕方なくアボット・スミス社の技師を呼び寄せ、東京商科大学のエドワード・ガントレットの協力を仰いだ。また、パイプオルガン研究を独自に行っていた日本楽器製造（現在のヤマハ）の斎藤技師長が助手として招聘され、同年7月に始まったオルガン設置工事は11月初旬に完了した。同年11月22日に披露演奏会を開催する予定で入場券を一般にも配付したが、希望者が殺到して所轄警察署から警官隊が派遣されるほどであり、係員が予定していた300枚の倍に当たる600枚を配付してしまったため、11月23日にも引き続き演奏会が行われることとなった。第1日目の演奏会には大叔父の伏見宮貞愛親王や閑院宮載仁親王、東伏見宮妃周子、義姉の久邇宮妃俔子、梨本宮守正王夫妻など、皇族28名の臨席を賜っている。

### 欧州外遊
1921年（大正10年）2月1日、頼貞夫妻は日本郵船の加賀丸に乗船して兵庫県神戸市を出立。洋行に際して上田から派手な生活の一新を勧められている。南仏マルセイユ上陸後、ニースを経てモーパッサンの旅行記『水の上』を読んで憧れていたコート・ダジュールを観光。同年4月4日にはイタリアの首都ローマの歌劇場に『マノン・レスコー』の上演を見に行き、数日後にはサンマルティーノ伯の紹介でジャコモ・プッチーニと面会している。また、ローマのアウグステオ楽堂にアルトゥル・ニキシュの演奏会を聴きに行った際にも、サンマルティーノ伯の計らいでニキシュと面会し、1923年（大正12年）に日本に招待することを約束しているが、1922年（大正11年）にニキシュが死去したためこの約束は果たせなかった。
頼貞夫妻はフィレンツェ、ヴェネツィアを経て、同年5月1日にフランスの首都パリに到着。訪欧中の皇太子裕仁親王に在仏日本大使館で拝謁し、元帥ジョゼフ・ジョフルが皇太子のために主催した歓迎会にも出席している。パリ滞在中にはチェロ奏者のヨーゼフ・ホルマンが頼貞の滞在先のホテルを度々訪れており、ホルマンを通じてカミーユ・サン＝サーンスと面会する機会にも恵まれた。欧州大陸の歴訪を終えると、頼貞夫妻はロンドンに向かい、ロンドンではヘンリー・ウッドやサマセット公らと交流している。同年10月初旬、サウサンプトン港でベンガリア号に乗船してニューヨークに渡り、カナダのナイアガラの滝を観光した後、サンフランシスコで天洋丸に乗船して11月3日に横浜市に帰着した。帰国後は東京府荏原郡大森町の森ヶ崎新邸に入る。
1923年（大正12年）9月1日の関東大震災の発生時は東海道旅行中であり、一時東京の両親と音信不通になってしまう。頼貞はこの時に両親の安否を非常に心配したようで、帰京後は父に対して礼儀正しくなり反抗的な態度を示さなくなったため、両親は非常に喜んでいたという。しかし、妻の為子が肺炎を患っていたこともあり、しばらくして妻の療養を目的として静岡県沼津市に移っている。この転地療養に際し、頼貞は「自分の生活をひきしめて一層真面目にやりたい」と言っていたという。関東大震災の影響で南葵楽堂の建物が大損害を被ったため、1928年（昭和3年）にはパイプオルガンを東京音楽学校に寄贈した。

### 家督相続
1925年（大正14年）5月、家督と共に当時の金額で3000万円以上の財産を相続。一方で当時の紀州徳川家には280万円の借金があり、頼貞は徳川家顧問会に家政改革を要請している。この時、80万円の税金納付と借金返済のために伝来の家宝や什器などを売りに出して150万円の収入を得たが、その中には約4.3kgの純金の茶釜が含まれており、大きな話題を呼んだ。
同年7月1日、侯爵を襲爵して貴族院侯爵議員に就任。当初は純無所属として活動していたが、1928年（昭和3年）3月14日に火曜会に入会。侯爵のため、無条件かつ終身の地位が約束されたが、無給により家計の足しにはならなかった。
1927年（昭和2年）4月には什器を再び売却して売上は160万円（手取りは124万9000円）に達したが、昭和金融恐慌の煽りを受けて十五銀行が破綻したために50万円余りの損害を被っている。徳川家顧問会は何度も家政改革の案を策定していたものの、頼貞の森ヶ崎邸が毎年のように予算超過で総額20万円以上を浪費することもあって目立った効果は上がらなかった。翌1928年（昭和3年）にも什器売却で200万円の収入を得た。
1929年（昭和4年）5月12日からヨーロッパを漫遊した折にはその豪遊ぶりが話題となり、欧州社交界に「マルキ・トクガワ」の名が轟いた。この旅行は執事や運転手を随伴する文字通りの大名旅行であり、毎月1万円に設定されていた予算を大きく上回って半年でほぼ倍額の8万円を使い切ってしまうなど、紀州徳川家の家政悪化に拍車を掛けた。予想外の事態に家職は驚愕し、連名で頼貞夫妻に勧告状を送ったり、経費削減案を策定したりして放漫財政の立て直しに奔走したが、1931年（昭和6年）2月に帰国した頼貞夫妻は相変わらずの派手な生活を続ける始末であった。これに対し、小泉と上田は顧問を辞職することで反省を促そうとしたが、頼貞がこの忠告を聞き入れることはなかった。なお、同年5月に上田は頼貞の伯父に当たる徳川宗家の徳川家達に呼び出されて紀州徳川家の財政問題を説明しているが、家達は何の反応も示さなかったという。

### 実業界進出
財界人や学者の意見を参考に実業界進出を決意し、1933年（昭和8年）3月に資本金300万円の南葵産業を設立（社長は山東誠三郎）。これを持株会社と位置付け、子会社として共立不動産、日本羽毛製品、東洋化工、全羅鉱業、南栄化学を設立した。新興産業に進出して独占的な事業を行うところに力を発揮したという。旧大名華族の産業進出の先駆とされたが、全羅鉱業に不正があるとして池田成彬に指摘されたことが発端となり、1936年（昭和11年）10月9日に旧藩出身者（杉山金太郎、寺島健、有馬良橘、野村吉三郎、濱口梧洞、濱口擔、島薗順次郎、上田貞次郎）の会合が水交社で開かれている。杉山と寺島が事実関係の調査に当たり、同年12月に頼貞が山東を罷免することで一応の決着を見ている。
1934年（昭和9年）に財団法人国際文化振興会が設立されると、郷誠之助と共に副会長に就任した（会長は近衛文麿）。1937年（昭和12年）1月25日、尾張徳川家の徳川義親や越前松平家の松平康昌、伯爵黒田清、大田実ら頼貞の友人を中心とする12名が男爵原田熊雄邸に集まり、紀州徳川家の財政再建に関して協議を行っている。1937年（昭和13年）、外部の動きに刺激された家職の中松真卿や土岐嘉平、林桂は代々木邸を分譲地として売却することを決定した。

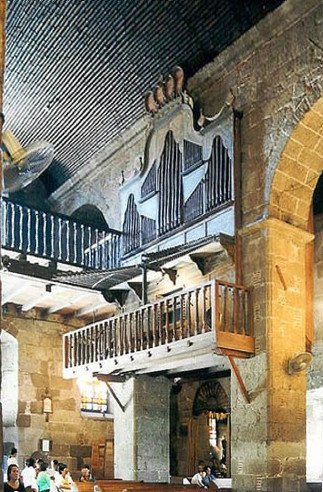
ラスピニャスの竹製パイプオルガン

1940年（昭和15年）、和歌山出身の三宅哲一郎元駐チリ特命全権公使が設立した日智協会（日本チリ協会）の初代会長に就任。
戦時中は第14方面軍の最高顧問として、南方作戦で日本が占領した米領フィリピン（比島）に約1年間の任期で派遣され、文化面を通じての宣撫活動に従事した。1943年（昭和18年）には村田省蔵の比島調査委員会で副委員長に就任。マニラ郊外のラスピニャス教会（en:St. Joseph Parish Church, Las Piñas）にある世界で唯一とされる竹製パイプオルガン（en:Las Piñas Bamboo Organ）が適切に保存されていないことを憂慮し、マラカニアン宮殿の行政府長官ヴァルガスに面会してフィリピン人の手によって修理する必要性を力説。ヴァルガスは頼貞の提案に賛同し、修理費の大部分をフィリピン政府が負担することで合意した。しかし、一部は民間で負担しなければならなかったが、頼貞がマニラ大司教ロハティに協力を求めたところ、無事にロハティの協力が得られてカトリック信者からの寄付金も集まり、最終的には頼貞の俸給を全て寄付することで修理は軌道に乗っている。頼貞は修理の完成を見ることなく帰国したが、ラスピニャス教会の入り口には「This organ has been restored by Marquis Tokugawa of Japan（このオルガンは日本の徳川侯爵によって修復された）」と書き込まれているという。

### 戦後

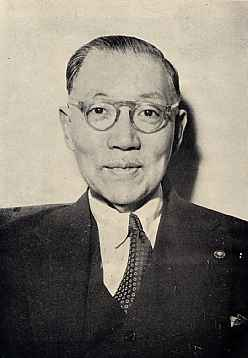
参議院議員時代

旧藩有志の後押しを受けて1947年（昭和22年）の第1回参議院選挙に和歌山地方区から無所属で立候補し、脚絆に地下足袋姿で和歌山県各地を遊説して回った。山間部の農村にオート三輪で向かうと、紋付羽織袴に正装した住民が総出で出迎えたという封建色豊かな選挙戦でもあった。徹底したドブ板選挙の結果、次点に5万票弱の差を付けてトップ当選を果たして参議院議員となる。旧華族出身で国会議員となった草分け的存在であり、「殿様議員」や「紀州の殿様」などと呼ばれた。参議院では国際交流の実績によって外務委員会委員長などを務めた。
当選後は保守系の院内会派「緑風会」の発足に参加、後に新政クラブ、吉田自由党に移籍し、吉田自由党以降は吉田派として活動した。政界再編に伴って、民主自由党、自由党と移り、自由党では政務調査会外交部長を務めた。
1951年（昭和25年）6月18日から7月11日までパリのユネスコ本部で開催された第6回ユネスコ総会に日本政府代表団の一員として参加。総会ではフィリピンの反対を受けたが、米国をはじめとしてパナマや中華民国の積極的な支援を得て日本のユネスコ加盟が承認された。帰国前にイタリアのカステル・ガンドルフォに避暑していたローマ教皇ピウス12世を訪問する機会に恵まれ、避暑先のガンドルフォ城で非公式に会談している。別れ際に教皇から希望を聞かれた頼貞はバチカン宮殿の秘苑を散策することを希望し、教皇の快諾を得て帰国日の8月30日夕方に秘苑を数時間散策している。
帰国後の10月9日、昭和天皇、香淳皇后に拝謁。欧米視察について進講する。
1954年（昭和29年）4月16日に十二指腸潰瘍のため国会会期中の請暇を申し出た矢先の翌4月17日午前6時30分、東京都杉並区天沼三丁目725番地の自宅で死去。61歳没。同年4月22日、千代田区の聖イグナチオ教会で告別式が営まれ、遺骨は葬儀が執り行われた長保寺の和歌山藩主徳川家墓所に埋葬された。葬儀委員長は下村宏が務めた。戒名は優公院殿。家督は長男の頼韶が継いだ。
なお、死去に伴い、参議院議長河井弥八から弔詞が贈呈され、同僚の佐藤尚武が参議院本会議で哀悼演説を行った。

## 人物・逸話
- 日清戦争当時、海軍戦死者の葬列は水交社を出て青山斎場に向かう途中に紀州徳川家本邸前を通っており、頼貞はしばしば家職に連れられて葬列の見送りに出ていたという。一個小隊の軍楽隊が葬列の先頭に立って演奏していたこともあり、幼少期から西洋音楽に親しむ機会に恵まれていた。
- 1918年（大正7年）、ロシアから米国への亡命の途次にあったセルゲイ・プロコフィエフと東京や箱根で会い、日本滞在の記念としてピアノソナタの新曲を注文したが、この作品は実現しなかった。プロコフィエフは、同年7月と8月の日記の中で繰り返し頼貞の名に言及している。
- フランス贔屓のハイカラ趣味の持ち主でもあり、一流ホテルからコックを引き抜いて毎日本格的なフランス料理を食すなど、本邸も別荘もフランス式で通していたといわれる[26]。また、東京市品川区大崎に洋風の大邸宅を新築して「パレス・クイーン・エリザベス」と名付け、パーティーを開く際には金色の制服を着せた使用人を玄関に立たせて接客させていた[27]。
- クライスラーやプッチーニ、サン＝サーンス、エルマン、ハイフェッツと親交を持ち、1926年（大正15年）の国際現代音楽協会や1929年（昭和4年）にパリで開かれた第1回世界演奏家連盟の会議などに日本代表として出席している[28]。
- 戦前は屈指の富豪華族として知られたが、華美な散財と昭和恐慌の影響で終戦前の時点で既に経済的に破綻していた[29]。1934年（昭和9年）6月には、4月に解雇された庭師が11年の長きにわたって日当の中から積立金として毎日徳川家事務所に預けていた計800円の返還を求めたが、積立記録の通帳を示し再三請求したにもかかわらず無視され続けたとして侯爵邸で服毒し抗議の自殺をした（遺族に1000円の弔慰金を支払うことで決着した）[30]。戦後は財産税課税のため財産を売り尽くし、妻の為子が池袋の西武デパートでお子様食堂を経営していたこともあった[14]。
- 国際文化振興会理事として頼貞との親交が深かった上田辰之助によると、頼貞は「私は日本の二大経済学者（上田貞次郎と小泉信三）の教えを受けました。たゞし、私自身の経済（財産管理）はお恥しい次第です。」と語っていたという[31]。
- 旧領地の和歌山県には父の葬儀や戦時中の疎開を含めて数回しか行っていないが、父祖の城である和歌山城には相当愛着を持っており、1945年（昭和20年）7月9日の和歌山大空襲で和歌山城が焼失したことを聞いて暗然とした気分になったという。戦後、和歌山市長高垣善一らによる再建計画を聞き付け、長保寺に残されていた大量の戦時献木と新たに寺内山林で伐採した木材を寄付しているが、再建された和歌山城を見ることなく死去した。

## 評価
- 旧皇族の久邇朝融は「天性の座談上手は、英国留学によって磨かれた国際的社交性とあいまって、さらに侯爵貴族院議員という肩書をくわえることによって、世界の著名政治家外交官と親交を持ち、徳川の名は世界的であった。正規の外交ルートで困難視されることも、同君（頼貞）を通ずることによって無造作に解決した事例はいくつも数えられる。」と評し、頼貞の音楽界に対する功績は高く評価されるべきだと述べている[32]。
- 上田貞次郎は「同君（頼貞）が、余の意見の通りに、生活を改善するといふ見込もない」「徳川家に対する余の興味が減縮して行くのは致方がない。」[33]「頼貞侯も大に節約の意志はあるが実行は出来ない。」[34]などとして散財を繰り返す頼貞を批判している。
- 太田勤一は『日本楽壇の大恩人、徳川頼貞を振り返る』と題した講演（2000年8月26日、泉の里コンツェルトザール）の中で「いくら金持ちでも、侯爵という肩書きであっても、音楽家たちが敬意を表してくれるわけがない。頼貞は音楽の専門的教養を身につけた、真のずば抜けて大きなパトロンでした」「当時ニキシュにもヘンリー・ウッドにも尊敬された日本人がいたんだ、ということを少しでも知ってもらいたい」と評している[35]。
- 本田靖春は「上流夫人の言葉をかりるなら、“お派手”なあまり、すっかり傾いたのが紀伊和歌山家」「頼貞夫妻は、宝子を置いて、パリ、ローマと、高級ホテル住まいをしていた。（略）家職の連中を三、四カ月ごとに日本から呼び寄せて、入れ替えたといわれている。善政は善政だが、これでは財布が続かない」「散財は、個人としては楽しいだろうが、家の観点に立つとき、なによりの困り物である」と批判的に評している[36]。

## 栄典
- 1912年（大正元年）8月30日 - 従五位[37]
- 1923年（大正12年）6月11日 - 正五位[38]
- 1926年（大正15年）2月15日 - 従四位[39]
- 1928年（昭和3年）
  - 10月18日 - 紺綬褒章[40]
  - 11月10日 - 金杯一個[41]
  - 12月27日 - 紺綬褒章飾版[42]
- 1931年（昭和6年）
  - 3月2日 - 正四位[43]
  - 5月1日 - 帝都復興記念章[44]
- 1932年（昭和7年）9月24日 - 紺綬褒章飾版[45]
- 1934年（昭和9年）4月29日 - 勲四等瑞宝章[46]
- 1937年（昭和12年）3月15日 - 従三位[47]
- 1940年（昭和15年）8月15日 - 紀元二千六百年祝典記念章[48]
- 1942年（昭和17年）5月12日 - 勲三等瑞宝章[49]
- 1944年（昭和19年）4月1日 - 正三位[50]
- 1954年（昭和29年）4月17日 - 勲二等瑞宝章

外国勲章佩用允許
- 1927年（昭和2年）2月1日 - フランス共和国：カンボージュ勲章コマンドール[51]
- 1930年（昭和5年）10月9日 - フランス共和国：ドラゴンドランナン勲章グランオフイシエー[52]
- 1931年（昭和6年）
  - 3月31日 - チュニジア国：ニシャンイフチカル勲章（英語版）グランクロア[53]
  - 4月28日 - シャム王国：クーロンヌ勲章グランクロア[54]
- 1933年（昭和8年）11月2日 - イタリア王国：クーロンヌ勲章（英語版）グランオフイシエー[55]
- 1934年（昭和9年）
  - 3月1日 - 満洲帝国：建国功労章[56]
  - 10月26日 - フランス共和国：レジオンドヌール勲章コマンドール[57]
- 1935年（昭和10年）9月21日 - 満洲帝国：満洲帝国皇帝訪日紀念章[58]
- 1937年（昭和12年）6月3日 - ベルギー王国：レオポール第二世勲章グランクロア[59]
- 1940年（昭和15年）
  - 5月31日 - ギリシャ王国：フェニックス勲章グランクロア[60]
  - 12月25日 - ブラジル国：ナショナルドラクロアデュシュド勲章グランオフイシエー[61]
- 1941年（昭和16年）12月9日 - 満洲帝国：建国神廟創建紀念章[62]

## 主な役職

### 議員連盟
- ユネスコ国会議員連盟会長
- 国連国会議員連盟会長

### 文化事業
- 南葵育英会総裁
- 全日本音楽協会会長
- 聖チェチーリア音楽院名誉評議員
- パリ国立高等音楽院名誉評議員

### 国際関係
- 国際文化振興会副会長
- フィリピン協会会長
- 白耳義協会会長
- 日本ギリシャ協会会長
- 日伯中央協会会長
- 暹羅協会会長
- 日智協会会長
- 南洋協会評議員
- 日本ユネスコ国内委員会委員

### 企業関係
- 日本赤十字社常議員
- 松下電器産業相談役
- 近畿日本鉄道相談役

## 家族
- 父：徳川頼倫
- 母：徳川久子
  - 弟：徳川宣方
  - 弟：徳川治
- 妻：徳川為子（公爵島津忠重の妹）
  - 長男：徳川頼韶
  - 長女：徳川宝子（徳川剛夫人）